# Амър Диаб
Амър Диаб (на арабски: عمرو دياب; правопис по Американската система BGN Amr Diab) е египетски поп певец.

## Биография
Рожденото му име е Амър Абдел Басет Абдел Азиз Диаб. Амър Диаб е роден на 11 октомври 1961 в Порт Саид, Египет, в артистично семейство. Неговият баща Абдул Басет Диаб е работил в корабостроителница. Въпреки това баща му има прекрасен глас и окуражава своя син да пее и танцува от най-ранна възраст. На 6 години Амър посещава ежегодния фестивал на Порт Саид. Там той и неговият баща посещават местната радиостанция и Амър изпява националния египетски химн „Билади, Билади, Билади“. Това е първото му изпълнение по радиото. Губернаторът на Порт Саид награждава изпълнението му с китара.
Амър Диаб се жени два пъти и има четири деца. През 1989 година се жени за Шерин Рида. Скоро след това, през 1990 година, се ражда дъщеря му Нур. През 1992 година Амър и Шерин се развеждат. Настоящата му съпруга се казва Зина Ашур. Двамата с нея имат три деца. Близнаците Абдулах и Кензи, родени през 1999, и дъщеря – Джана, родена през 2001 година.

## Дискография
- Banadeek Ta'ala (2011)
- Wayah (С нея) (2009)
- El Leila De (Тази нощ) (2007)
- Kammel Kalamak (Продължавай да говориш) (2005)
- Leily Nahary (Моите нощти, моите дни) (2004)
- Allem Alby (Научи сърцето ми) (2003)
- Aktar Wahed (Най-желаният) (2001)
- Tamally Maak (Винаги с теб) (2000)
- Amarain (Две луни) (1999)
- Awedony (Накараха ме да свикна) (1998)
- Nour Alain (Светлината на окото) (1996)
- Rag'een (Ние се завръщатаме) (1995)
- Weylomony (И те ме обвиняват) (1994)
- Zekrayat (Спомени) (1994)
- Ya Omrina (Нашият живот) (1993)
- Ayyamna (Нашите дни) (1992)
- Ice Cream Fe Gleem (Ice-cream In Glym) (1992)
- Habiby (Любима) (1991)
- Matkhafeesh (Не се страхувай) (1990)
- Shawwa'na (Развалнувай ни) (1989)
- Mayyal (Впечатлен) (1988)
- Khalseen (Ние сме еднакви) (1987)
- Hala Hala (Добре дошли) (1986)
- Ghanny Men Albak (Пей от сърце) (1984)
- Ya Tareek (Хей път) (1983)
- Ya jahesh (Ей магаре)